# Эдди Мерфи «Как есть»
«Эдди Мерфи „Как есть“» (англ. Eddie Murphy Raw, другое название — «Эдди Мерфи без купюр») — американский фильм-концерт в жанре стендап 1987 года режиссёра Роберта Таунсенда. Главную роль самого себя исполнил Эдди Мерфи. Это второй полнометражный стендап-фильм с участием актёра после ТВ-концерта «В бреду» (1983). 

## Сюжет
В прологе показывается скетч, изображающий сцену из детства Мерфи. В ноябре 1968 года на семейном Дне благодарения дети по очереди демонстрируют свои таланты собравшимся родственникам. Юный Эдди шокирует семью грубым анекдотом про обезьяну и льва. Его дядя и тётя оценивают шутку, после чего мужчина в восторге говорит: «У парня талант».
Действие переносится в современный Нью-Йорк. Эдди Мерфи за кулисами готовится к своему выступлению, в то время как реальные поклонники комика называют любимые фильмы с его участием. 
Выйдя на сцену своего шоу, Мерфи начинает выступление с обсуждения гневной реакции знаменитостей, пародируемых им в предыдущем стендап-шоу «В бреду», а также зрителей-гомосексуалистов, оскорблённых его шутками о «педиках». Затем Мерфи рассказывает о телефонном звонке от Билла Косби, который отчитывает его за постоянное упоминание слова «fuck». О его нецензурной лексике Билл узнаёт от своего сына Энниса Косби. После этого Мерфи звонит Ричарду Прайору и говорит ему о разговоре с Косби, на что тот советует актёру сказать Биллу «попробовать „Кока-Колу“, улыбнуться и заткнуться». Эдди замечает, что Прайор всегда был его источником вдохновений с самого детства.
Далее Мерфи шутит о взаимоотношениях: о практике разводов в 1980-е, моде на раздел имущества «половину!», о фразах женщин «что ты сделал для меня в последнее время?», ссылаясь на песню Джанет Джексон «What Have You Done for Me Lately». Он шутит о его путешествии в глубь Африки в поисках «ненормальной голожопой сучки», которая ничего бы не знала о западной культуре для того, чтобы она не бросила его после женитьбы на ней. Мерфи также упоминает японских женщин, которые якобы очень послушны своим мужьям.
Мерфи рассказывает о детских воспоминаниях с участием своей матери, которая делала для него домашний гамбургер, а не покупала в «Макдональдсе». Он говорит, что, будучи взрослым, больше ценит вкус маминого домашнего гамбургера.
Следом Мерфи обыгрывает сегмент стереотипного поведения итало-американцев, посмотревших фильм «Рокки», после чего рассказывает о стиле танцев белых. Затем Эдди описывает опыт посещения ночного клуба, где итало-американец затеял с ним драку, в результате превратившуюся во всеобщую потасовку и последующим заявлением на него в суд на возмещение миллионов долларов ущерба. Напоследок Мерфи рассказывает о звонке домой, и ему отвечает пьяный отчим (отсылка к фрагменту из «В бреду»). Эта заключительная часть выступления длится 10 минут, в которой Мерфи пародирует неправильное цитирование отчимом песен, записанных на лейбле Motown Records.

## В ролях
- Эдди Мерфи — играет сам себя
- Татьяна Али — сестра Эдди (скетч)
- Деон Ричмонд — маленький Эдди (скетч)
- Билли Аллен — тётя Эдди (скетч)
- Джеймс Браун III — гость на Дне благодарения (скетч)
- Эд Берди — миссис Батс (скетч)
- Мишель Дэвисон — гость на Дне благодарения (скетч)
- Клеберт Форд — дядя Лестер (скетч)
- Берди М. Хэйл — тётя Роза (скетч)
- Джей Ди Холл — гость на вечеринке (скетч)
- Тайгер Хайнс — игрок в карты #3 (скетч)
- Барбара Айли — гость на Дне благодарения (скетч)
- Леонард Джексон — дядя Гас (скетч)
- Сэмюэл Л. Джексон — дядя Эдди (скетч)
- Джон Лафайетт — гость на Дне благодарения (скетч)
- Давения Макфадден — тётя Эдди (скетч)
- Гвен Макги — мать Эдди (скетч)
- Лекс Монсон — игрок в карты #4 (скетч)
- Уоррен Моррис — читатель поэзии (скетч)
- Бэзил Уоллес — отец Эдди (скетч)
- Эллис Уильямс — дядя Эдди (скетч)
- Кэрол Вудс — тётя Эдди (скетч)

## Съёмки
Шоу было записано 13 и 14 октября 1987 года в зале Felt Forum (ныне The Theater at Madison Square Garden), расположенном в торговом комплексе Мэдисон-сквер-гарден города Нью-Йорка. Для съёмок использовалось шесть камер, четыре из которых были стационарными и находились в местах, где обычно располагаются оркестранты, а две ручные снимали перемещение Мерфи от лимузина до сцены. Камеры были оснащены телевизирами, которые позволяли Таунсенду и оператору Эрнесту Дикерсону видеть в реальном времени записанные на плёнку выступления.

## Релиз и кассовые сборы
Премьера фильма в Великобритании состоялась 25 ноября 1987 года, в США — 18 декабря. Концертное шоу известно тем, что Мерфи в ходе выступления использовал очень большое количество ненормативной лексики (76-е место в списке самых нецензурных фильмов Голливуда), поставив рекорд по произношению слова «fuck» (223 раза) и удерживая его на протяжении трёх лет до выхода фильма «Славные парни». По этой причине фильму изначально был присвоен рейтинг X, однако после нескольких сокращений он получил возрастную категорию R. 
По кассовым сборам фильм побил рекорд вышедшего пятью годами ранее стендап-комедии «Ричард Прайор: Концерт на Сансет-Стрип» (36,3 млн $), собрав в общей сложности 50,5 млн $. По состоянию на 2025 год шоу занимает первое место среди самых кассовых фильмов-концертов в жанре стендап из когда-либо выпущенных. 